# Paris-Roubaix de 1930
A 31.ª edição da Paris-Roubaix teve lugar a 20 de março de 1930 e foi vencida pelo belga Julien Vervaecke. A vitória foi-lhe atribuída após a desclassificação de Jean Maréchal, primeiro corredor em cruzar a meta, ao que lhe outorgaram a segunda praça.

## Percurso
Esta edição partia de Argenteuil. Uma cota de 1800 metros em Cormeilles-en-Parisis incluiu-se no percurso. A corrida passou por: Pontoise, Méru, Beauvais, Breteuil, Amiens, Doullens, Arras, Hénin-Beaumont e Seclin.

## Desenvolvimento da corrida
86 corredores tomam a saída às 7h 45 em Argenteuil. Jean Maréchal passou em cabeça a primeira dificuldade da corrida, a cota de Cormeilles. Dez homens passam em cabeça pela localidade de Pontoise: Jean Aerts, Gossard, Paul Le Drogo, Leport, Antonin Magne, Jean Maréchal, Meier, Francis Pélissier, Henri Suter e Rémi Verschaete. Outros quinze unem-se-lhes pouco antes de Méru. Jules Merviel escapa-se do grupo pouco depois. Conta com três minutos de vantagem quando a corrida passa por Caply . Max Bulla e Antonin Magne lançaram-se à perseguição em Amiens. Bulla atrapa a Merviel antes da cota de Doullens. Na cume desta cota, Bulla e Merviel têm um minuto e trinta segundos de vantagem sobre Magne e 3 sobre o grupo de perseguidores.
Bulla e Merviel são caçados por Léander Gyssels, Jean Maréchal e Julien Vervaecke a oito quilómetros de Arras. Maréchal toma a cabeça até Carvin, onde um furo lhe obrigou a desmontar a roda para a voltar a inflar. Apesar disto não demorou em voltar a chegar a Vervaecke. Seguindo as ordens de seu diretor Ludovic Feuillet, Vervaecke não relevou em nenhum momento a Maréchal. Tentou atacar mas Maréchal em seguida apanhava-a a roda. Ao passar por um caminho estreito, Vervaeke, se desequilibra e cai numa vala. Esta queda permite que Maréchal tome distância e, finalmente, chegue em solitário a Roubaix. Vervaecke chega com 24 segundos de atraso.

## O caso Maréchal
À chegada, Julien Vervaecke e Ludovic Feuillet protestaram, e pediram a desclassificação de Jean Maréchal a quem acusam-lhe de ter provocado a queda. Os comissários da corrida reúnem-se e, após ter-se entrevistado com os dois corredores, decidem tirar-lhe a vitória a Maréchal e dar-lhe a segunda praça. Esta decisão é surpreendente: o Regulamento estabelece que deve ser desclassificado se algum comete alguma infracção ou se mantém sua posição se é inocente. Esta decisão, é qualificada de injusta e escandalosa, por Ludovic Feuillet e sua equipa Alcyon. Jean Maréchal reiteraria sua inocência até sua morte: 
Detrás de mim, senti que me iam a atacar Vervaeke por acima da vala. Como sou um poco acróbata, saltei tambem pela vala. Nos tocamos no hombro e caiu...

## Classificação final
| 1. | Julien Vervaecke          | Alcyon-Dunlop               | em | 8 h 11 min 14 s                   |
| 2. | Jean Maréchal             | Colin                       | em | 8 h 10 min 50 s (desclassificado) |
| 3. | Antonin Magne             | Alleluia - Wolber           | +  | 6 min 48 s                        |
| 4. | Émile Joly                | Genial Lucifer - Hutchinson |    | 6 min 48 s                        |
| 5. | Nicolas Frantz            | Alcyon - Dunlop             |    | 6 min 48 s                        |
| 6. | Jean Aerts                | Fontan                      |    | 6 min 48 s                        |
|    | Frans Bonduel             | Dilecta-Wolber              |    | 6 min 48 s                        |
|    | Jérôme Declercq           | La Nordiste                 |    | 6 min 48 s                        |
|    | Maurice De Waele          | Alcyon-Dunlop               |    | 6 min 48 s                        |
|    | Aimé Dossche              | La Nordiste                 |    | 6 min 48 s                        |
|    | Marcel Gobillot           | Dilecta-Wolber              |    | 6 min 48 s                        |
|    | André Godinat             | Dilecta-Wolber              |    | 6 min 48 s                        |
|    | Alfred Hamerlinck         | La Nordiste                 |    | 6 min 48 s                        |
|    | Hector Leroy              |                             |    | 6 min 48 s                        |
|    | Désiré Louesse            | Oscar Egg                   |    | 6 min 48 s                        |
|    | Pierre Magne              | Alleluia - Wolber           |    | 6 min 48 s                        |
|    | Hector Martin             | Elvish                      |    | 6 min 48 s                        |
|    | Jules Merviel             | Alleluia - Wolber           |    | 6 min 48 s                        |
|    | Julien Perrain            |                             |    | 6 min 48 s                        |
|    | Georges Ronsse            | La Française                |    | 6 min 48 s                        |
|    | Henri Suter               | Genial Lucifer - Hutchinson |    | 6 min 48 s                        |
|    | Odiel Taillieu            | Oscar Egg                   |    | 6 min 48 s                        |
|    | Armand Van Bruane         | A Nordiste                  |    | 6 min 48 s                        |
|    | Bernard Van Rijsselberghe | Dilecta-Wolber              |    | 6 min 48 s                        |
|    | Gustaaf Van Slembrouck    | Genial Lucifer - Hutchinson |    | 6 min 48 s                        |
|    | Petrus Verhaegen          | Genial Lucifer - Hutchinson |    | 6 min 48 s                        |